# El Baradal (Tineo)
El Baradal (en asturiano y oficialmente: Campucaldera) es una parroquia del concejo de Tineo (Principado de Asturias, España). 
La parroquia tiene una extensión de 11,5 km² y una población de 105 habitantes (2016).
Su principal vía de comunicación con la capital del concejo (Tineo) es la carretera AS-349.
En El Baradal, se encuentra la capilla de Nuestra Señora de la Magdalena, cuya festividad se celebra el último domingo de agosto.

## Entidades de población
La parroquia cuenta con las siguientes entidades de población (entre paréntesis la toponimia asturiana oficial en asturiano y la población según el Instituto Nacional de Estadística y la Sociedad Asturiana de Estudios Económicos e Industriales):
- Baradal, aldea (El Varadal)
- Campo Caldera, aldea (Campucaldera)
- Llaneces de la Barca, aldea (Ḷḷaneces)
- Ordial de la Barca, aldea (Ordial)
- La Uz, aldea
- Vallamonte, aldea (Vaḷḷamonte)

## Población
En 2020 contaba con una población de 111 habitantes (INE, 2020) repartidos en un total de 61 viviendas (INE, 2010).